# جسیکا داونپورت
جسیکا داونپورت (انگلیسی: Jessica Davenport؛ زادهٔ ۲۴ ژوئن ۱۹۸۵) بازیکن بسکتبال اهل ایالات متحده آمریکا است.
وی در مسابقات کشوری و بین‌المللی در مجموع برندهٔ ۱ مدال طلا شده‌است.